# Kolya
Kolja es una película checa dirigida por Jan Svěrák que combina los géneros de comedia y drama. Exhibida en el Festival de cine de Cannes, fue premiada con el Oscar a la mejor película de habla no inglesa en 1997

## Argumento
František Franta Louka (Zdeněk Svěrák) es un chelista de mediana edad que reside en Praga en el año 1988 y pasa por problemas de dinero después de perder su trabajo en la orquesta filarmónica acusado de "sospechoso político" por las autoridades comunistas de Checoslovaquia. Soltero y mujeriego, y enemigo de las responsabilidades, Franta vive de clases privadas de música y de tocar el violonchelo en funerales, hasta que un amigo le propone que contraiga un matrimonio por conveniencia con una joven rusa llamada Naděžda, quien necesita adquirir la ciudadanía checoslovaca.
Interesado en una ocasión para ganar dinero rápido, Franta acepta la oferta y obtiene su pago, pero poco después de obtener sus documentos de ciudadanía Naděžda viaja a Alemania Occidental, sin poder llevarse a su hijo Kolya (Andrei Chalimon) un encantador niño de 5 años, que no sabe checo. Ante la posibilidad de que el niño sea deportado a la URSS y Franta sea encarcelado por fingir un matrimonio con una extranjera, sus le aconsejan que se quede con Kolya en su apartamento. Desde ese momento empieza para ellos dos un aprendizaje de superación de la barrera cultural, que terminará con un vínculo indestructible.
Franta se ve ante una responsabilidad grave e inesperada y trata de mantener al niño lo mejor posible, deja sus costumbres de mujeriego, pasea con Kolya y lo lleva a conocer la ciudad de Praga. Lentamente ambos personajes desarrollan un mutuo afecto, aunque Kolya no entiende checo y Franta desconoce el ruso. Un día Franta pierde de vista a Kolya en una estación de tren y entra en pánico hasta que lo encuentra, pero este incidente es reportado por la policía y causa sospechas sobre Franta, en tanto se descubre que el pequeño Kolya no habla checo y las autoridades empiezan a dudar sobre la veracidad del matrimonio de Franta con la madre del niño.
Funcionarios estatales visitan a Franta advirtiéndole que se investiga su matrimonio con una ciudadana soviética y que evite problemas entregando a Kolya a la policía para que el niño sea remitido a un orfanato en la URSS. Asustado, Franta huye con Kolya hacia el apartamento de su amigo, escondiéndose allí por varios días. Este periodo coincide con la Revolución de Terciopelo, que con el derrumbe del régimen comunista permite que Franta recupere su trabajo en la orquesta sinfónica, mientras queda olvidada la investigación sobre su matrimonio con Naděžda. 
Para entonces Kolya ha aprendido varias palabras del idioma checo, pudiendo pasar fácilmente como hijo de Franta, pero repentinamente Naděžda vuelve a Praga para llevarse a Kolya, alegando que ha conseguido establecerse en Alemania. Ante la inevitable separación, Franta deja partir a Kolya pese al afecto que ha crecido entre ambos y al mutuo aprendizaje entre el adulto y el niño. El filme concluye mostrando a Franta tocando el chelo en la orquesta sinfónica de Praga y habiendo establecido en una relación amorosa con una cantante de la orquesta, que se halla encinta.

## Comentarios
Relata una historia en los años previos a la Revolución de Terciopelo en Praga. El actor principal y guionista, Zdeněk Svěrák, es el padre del director Jan.

## Premios
- 69.º Premios Óscar, A la mejor película de habla no inglesa
- 1996, Globos de Oro, A la mejor película de habla no inglesa
- 1996 Tokyo Sakura Grand Prix